# Крушоради
Крушоради (Ахлада) је насеље у Грчкој у општини Лерин, периферија Западна Македонија. Према попису из 2021. било је 226 становника.
Крушоради се налазе недалеко од северномакедонске границе, леже у котлини испод планине Кајмакчалан. У селу се налази црква Светог Спиридона (грч. Αγίου Σπυρίδωνος). Насељени су словенским становништвом.
Из Крушорада је пореклом Никола Груевски, некадашњи премијер Северне Македоније.